# فاروق شاه
فاروق شاه (اردو: فاروق شاہ؛ زادهٔ ۱۹ اکتبر ۱۹۸۵) بازیکن فوتبال اهل پاکستان بود.
وی همچنین در تیم‌های ملی فوتبال زیر ۲۳ سال پاکستان و پاکستان بازی کرده است.